# فرودگاه شهری پیج
فرودگاه شهری پیج (به انگلیسی: Page Municipal Airport) یک فرودگاه همگانی بهره‌برداری هوایی با کد یاتا PGA است که یک باند فرود آسفالت دارد و طول باند آن ۶۷۱ متر است. این فرودگاه در شهر پیج کشور ایالات متحده آمریکا قرار دارد و در ارتفاع ۱۳۱۶ متری از سطح دریا واقع شده‌است.

## تاریخچه
فرودگاه پیج در ۱۴ ژوئیه ۱۹۸۸ به عنوان قدردانی از مردی که فرودگاه پیج را در حین ساخت سد گلن کانیون راه اندازی کرد، رسماً "زمین رویس کی نایت " نامگذاری شد. نایت اداره FBO را بر عهده داشت و پروازهای دیدنی بر فراز مناطق گراند کانیون و دریاچه پاول ارائه می‌کرد.